# Morti nel 1699
| Questa pagina contiene informazioni ricavate automaticamente dalle voci biografiche con l'ausilio del template Bio e di un bot. L'aggiornamento è periodico e automatico e ricostruisce completamente la pagina. Se manca una persona in questa lista, sei pregato di non aggiungerla, ma accertati piuttosto che la sua voce biografica contenga il template Bio e che i dati anagrafici siano correttamente compilati. Se il template Bio manca, inseriscilo tu stesso o, in alternativa, metti l'avviso {{tmp\|Bio}} che ne segnala la mancanza. Se i dati riportati sono sbagliati, correggi direttamente la voce biografica; le modifiche saranno visibili in questa lista entro pochi giorni. Per chiarimenti vedi il progetto biografie. La lista contiene solo le 74 persone che sono citate nell'enciclopedia e per le quali è stato implementato correttamente il template Bio. Pagina aggiornata al 7 dic 2024. |

## Gennaio(2)
- 3 gennaio - Mattia Preti, pittore italiano (n. 1613)
- 14 gennaio - Federico Caccia, cardinale e arcivescovo cattolico italiano (n. 1635)

## Febbraio(6)
- 1º febbraio - Manuel Fernández de Santa Cruz, vescovo cattolico spagnolo (n. 1637)
- 1º febbraio - Carlotta Giovanna di Waldeck-Wildungen, nobile tedesca (n. 1664)
- 6 febbraio - Giuseppe Ferdinando Leopoldo di Baviera, principe (n. 1692)
- 18 febbraio - Giovanni Giacomo Cavallerini, cardinale e arcivescovo cattolico italiano (n. 1639)
- 20 febbraio - Jean-Baptiste Monnoyer, pittore francese (n. 1636)
- 27 febbraio - Charles Paulet, I duca di Bolton, nobile inglese (n. 1630)

## Marzo(4)
- 15 marzo - Giuseppe da Varano, poeta italiano (n. 1639)
- 17 marzo - Reynaud Levieux, pittore francese (n. 1613)
- 17 marzo - Serafina di Dio, mistica italiana (n. 1621)
- 20 marzo - Erhard Weigel, astronomo, matematico e filosofo tedesco (n. 1625)

## Aprile(3)
- 21 aprile - Jean Racine, drammaturgo e scrittore francese (n. 1639)
- 22 aprile - Hans Assmann von Abschatz, poeta tedesco (n. 1646)
- 22 aprile - Carlo Maria Maggi, scrittore e commediografo italiano (n. 1630)

## Maggio(8)
- 12 maggio - Lucas Achtschellinck, pittore fiammingo (n. 1626)
- 15 maggio - Edward Petre, gesuita inglese (n. 1631)
- 16 maggio - Cristina Carlotta di Württemberg, nobile (n. 1645)
- 16 maggio - Giovanni Giuseppe Cosattini, pittore italiano (n. 1625)
- 22 maggio - James Bertie, I conte di Abingdon, nobile inglese (n. 1653)
- 22 maggio - Giovan Battista Boncori, pittore italiano (n. 1643)
- 22 maggio - Johann Georg Conradi, compositore e direttore d'orchestra tedesco (n. 1645)
- 26 maggio - Francesco Maria Sauli, doge italiano (n. 1620)

## Giugno(5)
- 1º giugno - Giorgio II di Württemberg-Mömpelgard, duca tedesco (n. 1626)
- 2 giugno - Enrico Federico di Hohenlohe-Langenburg, conte tedesco (n. 1625)
- 5 giugno - Antoine Pagi, storico e presbitero francese (n. 1624)
- 13 giugno - Juan Tomás de Rocaberti, teologo e arcivescovo cattolico spagnolo (n. 1627)
- 22 giugno - Josiah Child, economista e politico inglese (n. 1630)

## Luglio(5)
- 2 luglio - Ortensia Mancini, nobile francese (n. 1646)
- 10 luglio - Pio Torelli di Adriano, nobile italiano
- 20 luglio - Giovanni Dolfin, cardinale, patriarca cattolico e drammaturgo italiano (n. 1617)
- 31 luglio - Pietro Durazzo, doge (n. 1632)
- 31 luglio - Ottavio Scarlattini, teologo, filosofo e matematico italiano (n. 1623)

## Agosto(10)
- 3 agosto - Pedro Roldán, scultore spagnolo (n. 1624)
- 4 agosto - Maria Sofia del Palatinato-Neuburg, regina (n. 1666)
- 6 agosto - Alberto di Sassonia-Coburgo, nobile (n. 1648)
- 13 agosto - Marco d'Aviano, francescano e presbitero italiano (n. 1631)
- 18 agosto - Antonio Domenico Triva, pittore e incisore italiano (n. 1626)
- 19 agosto - José Sáenz de Aguirre, teologo e cardinale spagnolo (n. 1630)
- 20 agosto - Jan Małachowski, vescovo cattolico polacco (n. 1623)
- 24 agosto - Lucrezia Barberini, nobildonna italiana (n. 1628)
- 24 agosto - Giovanni Battista I Ludovisi, nobile italiano (n. 1646)
- 25 agosto - Cristiano V di Danimarca, re danese (n. 1646)

## Settembre(5)
- 3 settembre - Mahmud Shah II di Johor, sovrano malese (n. 1675)
- 17 settembre - Augusto di Schleswig-Holstein-Sonderburg-Plön-Norburg, nobile danese (n. 1635)
- 19 settembre - Alfonso de Aguilar, cardinale spagnolo (n. 1653)
- 21 settembre - Giuseppe Sardi, architetto italiano (n. 1624)
- 26 settembre - Simon Arnauld de Pomponne, diplomatico e politico francese (n. 1618)

## Ottobre(3)
- 8 ottobre - Mary Beale, pittrice inglese (n. 1633)
- 16 ottobre - Isabella Tomasi, religiosa e nobile italiana (n. 1645)
- 27 ottobre - Bartholomäus Hopfer, pittore tedesco (n. 1628)

## Novembre(1)
- 2 novembre - Anthony Ashley-Cooper, II conte di Shaftesbury, politico inglese (n. 1652)

## Dicembre(4)
- 17 dicembre - Giovanni Francesco Desiderato di Nassau-Siegen, principe tedesco (n. 1627)
- 22 dicembre - Michelangelo Mattei, patriarca cattolico e nobile italiano (n. 1628)
- 23 dicembre - Paolo Spinola Doria, nobile e politico italiano (n. 1628)
- 28 dicembre - Pierre Robert, musicista e compositore francese

## Senza giorno specificato(18)
- Paolo Abriani, religioso, poeta e traduttore italiano (n. 1607)
- Robert Allison, pirata inglese
- Giovanni Battista Birago Avogadro, storico e giurista italiano (n. 1634)
- Francesco Frigimelica il Giovane, pittore italiano (n. 1630)
- Johann Abraham Ihle, astronomo tedesco (n. 1627)
- John Lawrence, politico inglese (n. 1618)
- François Lefort, militare svizzero (n. 1656)
- Antoine Le Grand, presbitero e filosofo francese (n. 1629)
- Emilio Luci, funzionario e giurista italiano (n. 1619)
- José Marín, cantante, chitarrista e compositore spagnolo (n. 1618)
- Thomas Neale, giurista britannico (n. 1614)
- Domenico Remps, pittore fiammingo (n. 1620)
- Pandolfo Reschi, pittore polacco (n. 1643)
- Francesco Rossi, compositore e abate italiano (n. 1627)
- Peder Griffenfeld, politico danese (n. 1635)
- Cesare Ugolini, vescovo cattolico italiano (n. 1628)
- Giovanni Cosimo Villifranchi, librettista italiano (n. 1646)
- Angelo da Pietrafitta, scultore e religioso italiano (n. 1620)